# Summelsjön
Summelsjön är en sjö i Åre kommun i Jämtland och ingår i Indalsälvens huvudavrinningsområde. Sjön har en area på 1,2 kvadratkilometer och ligger 464,1 meter över havet. Sjön avvattnas av vattendraget Anjeströmmen (Vukumanån).

## Delavrinningsområde
Summelsjön ingår i det delavrinningsområde (707091-132917) som SMHI kallar för Utloppet av Summelsjön. Medelhöjden är 497 meter över havet och ytan är 5,69 kvadratkilometer. Räknas de 36 avrinningsområdena uppströms in blir den ackumulerade arean 194,85 kvadratkilometer. Anjeströmmen (Vukumanån) som avvattnar avrinningsområdet har biflödesordning 2, vilket innebär att vattnet flödar genom totalt 2 vattendrag innan det når havet efter 370 kilometer. Avrinningsområdet består mestadels av skog (20 procent) och sankmarker (51 procent). Avrinningsområdet har 1,14 kvadratkilometer vattenytor vilket ger det en sjöprocent på 20 procent.